# Kleine Schweiz (Israel)

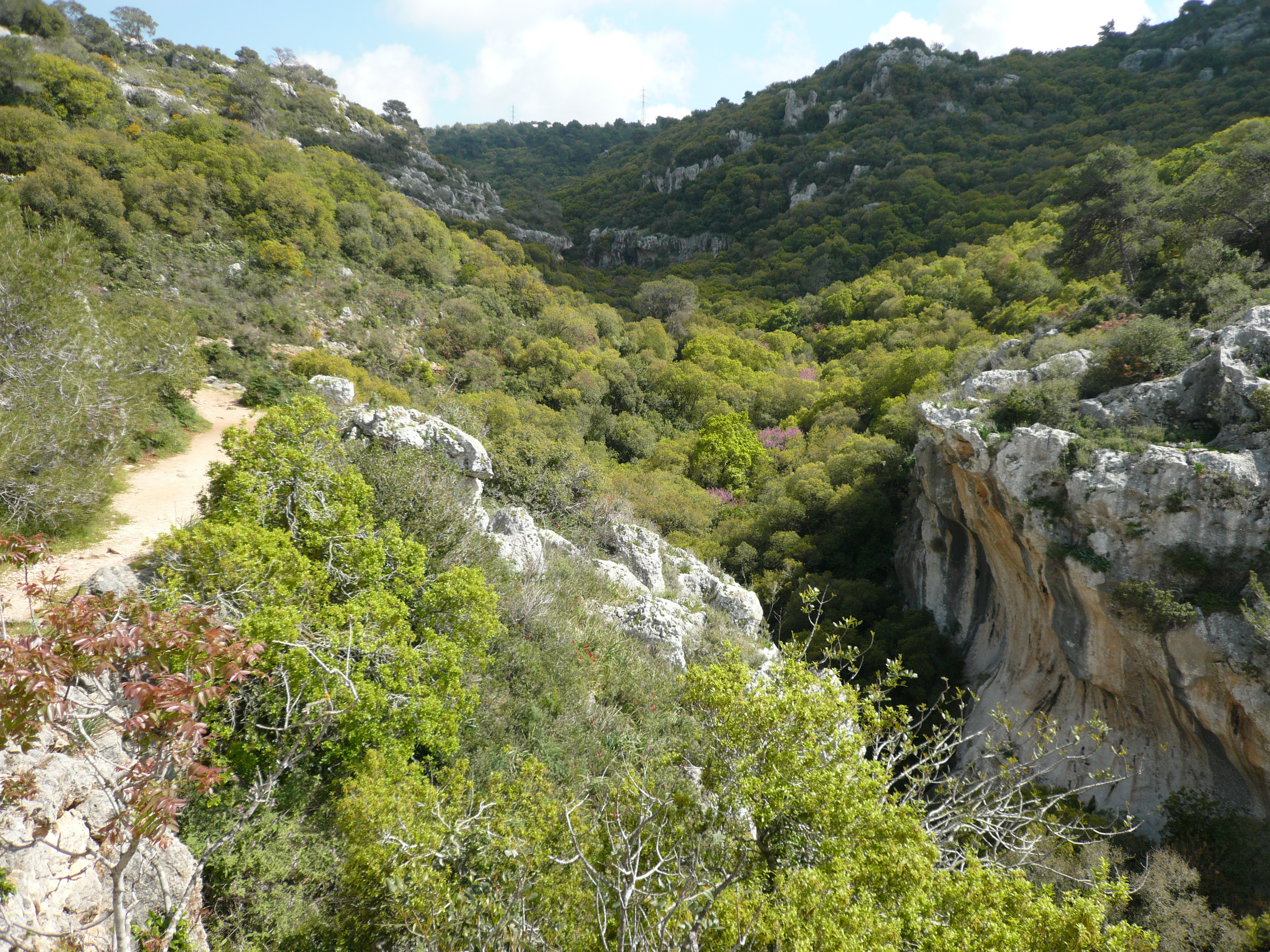
In der Kleinen Schweiz bei Haifa

Als Kleine Schweiz (hebräisch שְׁוֶיְצָרְיָה הַקְּטַנָּה Švejtsarjah ha-qṭannah; Plene: 
שווייצריה …) wird ein Abschnitt des Karmel-Gebirges bei Haifa in Israel bezeichnet. Er befindet sich direkt südwestlich der Universität Haifa und zeichnet sich durch eine besonders felsige Landschaft aus.
Koordinaten: 32° 45′ N, 35° 1′ O